# Уесіба Кіссьомару
Уесі́ба Кіссьома́ру (яп. 植芝 吉祥丸, *27 червня 1921 — †4 січня 1999) — майстер айкідо,
досю Айкікай. Син засновника айкідо Уесіби Моріхея і Уесіба Хацу.

## Коротка біографія
Уесіба Кіссьомару почав серйозно тренуватися ще в юності з 1937 року. Вже в 1938 році виступав асистентом (укемі) свого батька Уесіби Моріхея для підготовки фотографій до книги «Будо». В 1942 році ще будучи студентом університету став директором Кобукан Додзьо, після переїзду свого батька в Івама. Протягом війни, Кіссьомару зберігав додзьо від пожеж в результаті бомбувань Токіо. У 1946 року він отримав диплом університету Васеди (факультет Економічних і політичних наук). З 1948 року Кіссьомару наглядав за розвитком Айкікай Хомбу. В 1955 році він залишав компанію, що займалася цінними паперами і зосередив всю свою увагу на розвитку Айкікай. У 1956 році провів першу демонстрацію і почав офіційно навчати айкідо. У 1957 році провів свою першу поїздку за кордон, до США. Пізніше Кіссьомару з демонстраціями і семінарами айкідо
побував в Південній і Північній Америці та Європі. В цей час він почав не тільки займатися організаційною діяльністю, але і приділяв багато уваги вдосконаленню технік айкідо. Кіссьомару розробив програму тренувань Айкікай, скорочуючи і стандартизуючи техніки. Його методика викладання технік в русі (кі но нагаре) стала фактичним стандартом для багатьох шкіл айкідо у світі.
З 1969 року Кіссьомару став Досю Айкікай , після смерті свого батька Уесіби Моріхея. 29 березня 1987 року він отримав медаль Синьої стрічки від уряду Японії за заслуги. 19 травня 1990 року Кіссьомару отримав Золоту медаль від уряду Франції, а у 1995 році— медаль Дзууі Хосо від уряду Японії.
Уесіба Кіссьомару помер 4 січня 1999 року у віці 77 років. Наступником і третім досю Айкікай став його другий син Уесіба Морітеру.

## Доробок
Автор книги «Айкідо», що мала велику популярність і багато разів перевидавалась. Крім того автор більш ніж 20 томів з технічних і філософських аспектів айкідо, багато з яких були перекладені різними мовами.